# Шумахер, Кристиан Фридрих
Генрих Кристиан Фридрих Шумахер (нем. Heinrich Christian Friedrich Schumacher; 1757—1830) — датский ботаник, миколог, малаколог и врач немецкого происхождения.

## Биография
Кристиан Фридрих Шумахер родился 15 ноября 1757 года в городе Глюкштадт на земле Гольштейн в Германии в семье хирурга Йоахима Христиана Шумахера и Каролины Магдалены.
В 1773 году, в возрасте 16 лет, стал военным врачом в батальоне отца, базировавшемся в Рендсбурге.
В 1777 году на протяжении 8 месяцев учился в Анатомо-хирургическом училище в Копенгагене (ныне часть Копенгагенского университета).
В 1778 году Шумахер стал работать прозектором в Копенгагенском университете. Затем Христиан Фридрих стал учиться ботанике у Кристена Ротбёлля и Мартина Валя.
Шумахер работал врачом в Анатомо-хирургическом училище и во Фредерикском госпитале.
В 1786 году он стал академиком.
В 1785 году Шумахер стал преподавать химию в Копенганегском медицинском училище.
С 1786 по 1789 Шумахер путешествовал по Европе. В Париже он посещал лекции А. Лавуазье и А. Фуркруа по химии и Ант. Жюссьё по ботанике.
С 1795 по 1813 Христиан был профессором хирургии в Копенгагенском университете.
В 1817 году Шумахер стал доктором медицины в Университете.
В 1819 году занял пост профессора на кафедре анатомии и должность директора антропологического музея в городе Копенгагене.
Кристиан Фридрих скончался 9 декабря 1830 года в Копенгагене.

## Некоторые научные работы К. Ф. Шумахера
- Bemerkung einer Schusswunde. (1778)
- Einige myologische Bemerkungen bei Zerlegung verschiedener Leichnahmen. (1779)
- Von dem Nutzen der Cotunnischen Wassergänge. (1781)
- Om Slægten "Paullinia" Linn. (1794)
- Medicinisch-chirurgische Bemerkungen (1800)
- Versuch eines Verzeichnisses der in den dänisch-nordischen Staaten sich findenden einfachen Mineralien mit Tabellen der einfachen Fossilien nach ihren vorwaltenden Bestandtheilen. (1801)
- Pharmacopoea Danica. (1805)
- Beenlären. (1807)
- En unaturlig Födsel efter en sexaarig Frugtsommelighed. (1809)
- En Sammenvoxning i Endetarmen hævet ved Kunst og Gjennemboring. (1810)
- Nogle Bemærkninger ang. den förste Bestemmelse af et Saars Dödelighed. (1811)
- Jagtlagelser over Nyrernes Afgivelser fra den regelstemmende Tilstand. (1824)
- Medicinsk Plantelære for studerende læger og Pharmaceutiker. (1826–1828)
- Om Abens (Simia cynomolgus L.) Hjerne og dens Forretninger, sammenlignet med Menneskets og andre Dyrs Hjerne. (1826)
- Descriptio musei anthropologici Universitatis Hafniensis. (1828)
- Beskrivelse af guineiske planter, som ere fundne af danske Botanikere, især af Etatsraad Thonning. (1828–1829)

## Организмы, названные в честь Х. Ф. Шумахера
- Schumacheria Vahl, 1810
- Schumacheria Spreng., 1830, nom. illeg. [syn.  Tricliceras Thonn. ex DC., 1826]
- Agaricus schumacheri Fr. 1818, nom. nov. [syn.  Melanoleuca schumacheri (Fr.) Singer, 1943]
- Agaricus schumacheri Pers., 1828, nom. nov. et illeg. [syn.  Mycena aurantiomarginata (Fr.) Quél., 1872]
- Crataegus schumacheri Raunk., 1933
- Crotalaria schumacheri D.Dietr., 1847
- Kalanchoe schumacheri Koord., 1918
- Peziza schumacheri Fr., 1822, nom. nov.
- Peziza schumacheri Pers., 1822, nom. nov. et illeg.
- Physarum schumacheri Spreng., 1827 [syn.  Physarum citrinum Schumach., 1803]
- Sphaerella schumacheri E.C.Hansen, 1876 [syn.  Pithoascus schumacheri (E.C.Hansen) Arx, 1973]
- Tristemma schumacheri Guill. & Perr., 1832
- Urostigma schumacheri Liebm., 1851 [syn.  Ficus schumacheri (Liebm.) Griseb., 1859]
- Uva schumacheri Kuntze, 1891